# José Esteve Juan
José Esteve Juan (também Giuseppe Esteve Stefano) (1550 - 2 de novembro de 1603) foi um prelado católico romano que serviu como Bispo de Orihuela (1594–1603) e Bispo de Vieste (1586–1589).

## Biografia
José Esteve Juan nasceu em Valência, Espanha, em 1550. No dia 17 de março de 1586, foi nomeado Bispo de Vieste durante o papado de Sisto V. Em abril de 1586, foi consagrado bispo por Giulio Antonio Santorio, Cardeal-Sacerdote de San Bartolomeo all'Isola, com Marco Antonio Marsilio, Arcebispo de Salerno, e Scipione de Tolfa, Arcebispo de Trani, servindo como co-consagradores. Em 1589, renunciou ao cargo de bispo de Vieste. A 12 de janeiro de 1594, foi nomeado bispo de Orihuela durante o papado de Clemente VIII, onde serviu como bispo até à sua morte a 2 de novembro de 1603.

## Sucessão episcopal
Enquanto bispo, foi o principal co-consagrador de:
- Ludovico de Torres, Arcebispo de Monreale (1588); e
- Alfonso Laso Sedeño, Bispo de Gaeta (1588).